# Морфогенез (географія)
Морфогенез y фізичній географії та геоморфології — процес виникнення і розвитку форм рельєфу земної поверхні. Походження форм рельєфу земної поверхні в зв'язку з історією їх розвитку.

## Види
- Антропогенний морфогенез
- Екзогенний морфогенез
- Ендогенний морфогенез
- Флювіальний морфогенез
- Льодовиковий морфогенез